# Selliguea sagitta
Selliguea sagitta är en stensöteväxtart som först beskrevs av Christ, och fick sitt nu gällande namn av Fraser-jenk. Selliguea sagitta ingår i släktet Selliguea och familjen Polypodiaceae. Inga underarter finns listade.